# Fate/Samurai Remnant
Fate/Samurai Remnant é um RPG eletrônico para PlayStation 4, PlayStation 5, Nintendo Switch e Microsoft Windows, desenvolvido pela Omega Force e Kou Shibusawa em parceria com a Type-Moon e a Aniplex, e publicado pela Koei Tecmo.
O jogo foi anunciado em 31 de dezembro de 2022 durante a livestream Fate Project 2022 e será lançado em 2023. A obra se passará durante o período do Japão feudal e terá alguns personagens conhecidos de outros jogos da franquia.